# أرييل دونيزو
أرييل دونيزو، واسمها الحقيقي جانين إديث ماري بينتيجاك، هي مغنية سوبرانو فرنسية ولدت في 6 أبريل 1930 في ستراسبورغ (الرين السفلي) وتوفيت في 12 يناير 1994 في أركاشون (جيروند).
بعد مسيرتها المهنية كعارضة أزياء راقية، انضمت أرييل دونيزو إلى أوبرا باريس في عام 1965 وكان لديها مهنة في فرنسا وخارجها حتى عام 1974 بالتعاون مع المطربين وقادة الفرق الموسيقية مثل جان كلود كاساديسوس [الإنجليزية] .